# Gezaua
Gezaua (Gezawa) é uma área de governo local da Nigéria situada no estado de Cano. Compreende uma área de 378,5 quilômetros quadrados e segundo censo de 2006 havia 392 700 habitantes.